# Encadená
«Encadená» es una canción interpretada por la cantante chilena Denise Rosenthal. Se estrenó el 22 de noviembre de 2018 por Universal Music Chile, como el quinto y último sencillo del álbum Cambio de piel (2017).

## Antecedentes y lanzamiento
«Encadená» es el quinto sencillo del álbum Cambio de piel, el primer disco de la mano de Universal Music. Días antes a su lanzamiento oficial, Rosenthal estaba anunciando a través de sus redes sociales el lanzamiento de este material.

## Composición
La canción escrita por Denise junto a Bastian Herrera, trata de abordar los estereotipos de belleza, apelando a la inclusión y la autoaceptación de las personas. El tema pop llama a romper las cadenas del machismo, situaciones que la misma intérprete vivió durante su adolescencia, por ser tratada como símbolo sexual desde tan temprana edad, «Sentía que había muchos prejuicios en torno a esto e incluso traté de neutralizarlo y cuidarme mucho en los aspectos físicos y estéticos que se pudieran mal interpretar, en pos de mi trabajo, pero era limitante y me parecía muy injusto» comentó Denise.

## Vídeo musical
El vídeo dirigido por Daniela López Lugo y producido por Farola Cinema, se publicó el 21 de noviembre de 2018. En el video se busca reflejar los estereotipos impuestos por la publicidad. En el clip se puede ver a una niña influenciada por una revista de belleza, que finalmente Denise termina quemando.

## Posicionamiento en listas
| Listas (2019)          | Mejor posición |
| ---------------------- | -------------- |
| Chile (Monitor Latino) | 14             |